# ATP Challenger Rocky Mount
Der ATP Challenger Rocky Mount (offiziell: Rocky Mount Challenger) war ein Tennisturnier, das zwischen 2001 und 2002 in Rocky Mount, North Carolina, stattfand. Es gehörte zur ATP Challenger Tour und wurde im Freien auf Sand gespielt.

## Liste der Sieger

### Einzel
| Jahr | Sieger        | Finalgegner   | Ergebnis  |
| ---- | ------------- | ------------- | --------- |
| 2002 | Robby Ginepri | Alex Kim      | 6:3, 6:4  |
| 2001 | Jan Vacek     | Ramón Delgado | 7:60, 7:5 |

### Doppel
| Jahr | Sieger                                | Finalgegner                     | Ergebnis  |
| ---- | ------------------------------------- | ------------------------------- | --------- |
| 2002 | Mark Merklein (2) Eric Taino          | Huntley Montgomery Brian Vahaly | 6:3, 6:4  |
| 2001 | Mark Merklein (1) Mitch Sprengelmeyer | Paul Kilderry Peter Tramacchi   | 7:5, 7:67 |